# Manuel Borràs Ferré
Manuel Borràs Ferré (La Canonja, Tarragonès, 9 de setembre de 1880 - Montblanc, 12 d'agost de 1936) fou un sacerdot català, bisbe auxiliar de Tarragona i bisbe titular de Bísica (1934-1936), considerat màrtir per l'Església Catòlica Romana. Va ser un dels tretze bisbes assassinats durant la persecució religiosa que hi hagué durant la Guerra Civil espanyola en el territori controlat per la República i forma part dels màrtirs de la beatificació de Tarragona.

## Biografia

### Trajectòria a l'Església
Després d'estudiar al seminari de Tarragona va ser ordenat prevere el 19 de setembre del 1903. Poc després va ser nomenat notari de la cúria eclesiàstica i del tribunal metropolità de Tarragona. Des de 1905 va ser sotsdirector diocesà de l'Apostolat de l'Oració i el 1910 va ser nomenat confessor del Seminari Pontifici. El 1914, en prendre possessió de la diòcesi de Solsona l'administrador apostòlic Francesc Vidal i Barraquer, va nomenar Borràs secretari de cambra i govern i poc després vicari general, un càrrec que va tenir fins al 1919, quan tornà a Tarragona. El 1921 va ser nomenat canonge de la catedral de Tarragona i quatre anys més tard arxipreste de la mateixa catedral. Des del 1930 fou degà del Capítol de la catedral. A l'abril del 1934 el papa Pius XI el va preconitzar com a bisbe auxiliar de Tarragona i titular de Bísica, a l'Àfrica. El 2 de juliol de 1934, el ja cardenal Vidal i Barraquer li va conferir la consagració episcopal, primer a la seu de Solsona i després a la tarragonina.

### Guerra civil i execució
Després del cop d'estat del 18 de juliol de 1936 i del fracàs de la revolta militar a Barcelona i Tarragona tant el cardenal Vidal i Barraquer com el bisbe Borràs emprengueren camí cap al monestir de Poblet. Allí, el 24 de juliol Manuel Borràs va ser detingut per un grup armat de la FAI i traslladat a Montblanc on va coincidir amb el cardenal Vidal i Barraquer que també havia estat detingut al Monestir de Poblet. Vidal i Barraquer va ser alliberat per ordre del president Lluís Companys i traslladat a Barcelona d'on el van fer marxar cap a Itàlia, però li van impedir endur-se a Borràs, el qual va romandre empresonat per una mica més de dues setmanes, fins que va ser tret per comparèixer davant el tribunal de Tarragona. Va ser afusellat i el seu cadàver va ser cremat el 12 d'agost al coll de Lilla. Les restes del cadàver no han estat mai localitzades. Al lloc on fou assassinat, el 1959 se li erigí un monument.
El seu procés de beatificació, juntament amb el de 146 eclesiàstics morts llavors a l'arxidiòcesi de Tarragona, s'incoà i el procés informatiu rebé el decret de validesa en 1992, continuant el seu curs. Tots plegats foren beatificats a la Beatificació de Tarragona del 13 d'octubre de 2013.